# Corso Vittorio Emanuele (Palermo)
De Corso Vittorio Emanuele (ook bekend als Via Vittorio Emanuele) is een hoofdstraat in de Siciliaanse stad Palermo. De straat loopt van de Porta Nuova in het zuidwesten naar de Porta Felice in het noordoosten bij de Tyrreense Zee. Ongeveer halverwege de straat kruist zij de Via Maqueda op het plein Quattro Canti.

## Geschiedenis
De straat volgt het verloop van de Cassaro, een straat die uit de Arabische tijd stamt. De Cassaro was de belangrijkste straat van de gelijknamige wijk, Qasr al (de vesting) in het Arabisch.  
Nadat men aan het einde van de vijftiende eeuw de straten binnen de middeleeuwse stadsmuren van Palermo had recht getrokken, liet de Spaanse onderkoning García Álvarez de Toledo het aanzien van de Corso drastisch veranderen. De Cassaro werd in oostelijke richting uitgebreid in de richting van het Piazza Marina. De uitbreiding werd naar de opdrachtgever vernoemd: Via Toledo. In 1581 verlengde de nieuwe onderkoning Marcantonio Colonna de straat nog eens 400 meter in oostelijke richting, waardoor de straat zich tegenwoordig tot aan de zee uitstrekt. Door deze uitbreidingen moesten verscheidene gebouwen worden afgebroken, waaronder de Porta Patitelli die vervangen werd door de Porta Felice.
De huidige naam van de straat werd aan het einde van de negentiende eeuw vastgelegd ter ere van Victor Emanuel II, de eerste koning van Italië.